# Marcin Nierubiec
Marcin Józef Nierubiec – polski muzyk, kompozytor, autor piosenek.
Napisał piosenki dla wielu wykonawców, takich jak: Maryla Rodowicz, Krzysztof Krawczyk, Krzysztof Kiljański, Michał Bajor, Doda, Urszula, Izabela Trojanowska, Kasia Cerekwicka, Katarzyna Skrzynecka, Anna Jurksztowicz, Jacek Wójcicki, Gromee, Mika Urbaniak, Maciej Maleńczuk, Red Lips, DJ Adamus i Ada Szulc, Michał Rudaś, Norbi, Irena Jarocka, Jerzy Połomski, Bohdan Łazuka, Edward Hulewicz czy Marek Piekarczyk. Komponuje również Oratoria, muzykę filmową i instrumentalną. 

## Życiorys
Absolwent II Liceum Ogólnokształcącego im. Stefana Batorego w Warszawie (matura 1994). W 2000 uzyskał dyplom w Instytucie Muzykologii Uniwersytetu Warszawskiego, rok później ukończył Podyplomowe Studia Menedżerów Kultury w Szkole Głównej Handlowej w Warszawie. Kompozycji i instrumentacji uczył się prywatnie u Marcina Błażewicza i u Romualda Twardowskiego.
Jako kompozytor zadebiutował w 2000 roku na płycie Kasi Cerekwickiej Mozaika, na której znalazły się cztery jego utwory. W 2002 jego kompozycja „Mijamy” była jednym z singli promujących podwójnie platynowy album Krzysztofa Krawczyka ...Bo marzę i śnię. W tym samym roku jego utwór „Marusia” do tekstu Jacka Cygana był singlem promującym płytę Maryli Rodowicz Życie ładna rzecz. W 2005 roku siedem jego kompozycji znalazło się na albumie „Koa” Katarzyny Skrzyneckiej. Utwór „Zacząć jeszcze raz” z tej płyty znalazł się w czołówce Konkursu „Premiery Opole 2004” rok wcześniej. W 2007 jego „Tango dell’amore” do słów Romana Kołakowskiego było singlem promującym złotą płytę Michała Bajora Inna bajka. W tym samym roku jego kompozycja „Misja” znalazła się na debiutanckim solowym albumie Dody pt. Diamond Bitch, który zadebiutował na pierwszym miejscu listy sprzedaży płyt w Polsce, przebywał tam przez pięć tygodni z rzędu i osiągnął status platynowej płyty. Pod koniec 2007 roku jego kompozycję „Czas nas zmienia” do słów Jacka Cygana nagrał Jerzy Połomski. W 2009 roku skomponował 3 piosenki na album Michała Rudasia Shuruvath, który został nominowany do Nagrody Muzycznej „Fryderyk” w kategorii Nowa Twarz Fonografii i dwukrotnie do Superjedynek w 2010 roku.
W 2010 skomponowany przez niego utwór Legenda w wykonaniu Marcina Mrozińskiego wygrał Krajowe Eliminacje Konkursu Eurowizji i reprezentował Polskę podczas 55. Konkursu Piosenki Eurowizji w Oslo.
W 2011 roku skomponował muzykę do filmu fabularnego Marka Stacharskiego „Proste pragnienia”. W 2012 roku był współautorem piosenki Kac Wawa (singel) zaśpiewanej przez Dodę – utwór promował film pod tym samym tytułem.. Jesienią 2012 roku nakładem Polskich Nagrań ukazał się album chilloutowego projektu Somaa, który stworzył wspólnie z DJ Mafia Mike`m. Piosenka Somy "Venus girl", którą zaśpiewał Nick Sinckler przez wiele miesięcy była powerplayem w Radiu Chillizet. . W tym samym roku Kasia Nova nagrała kompozycję Nierubca "Shake it" - duet z Marty Cintronem, wokalistą amerykańskiego zespołu No Mercy..
3 października 2013 roku ukazał się album "My journey" skrzypaczki Patrycji Piekutowskiej na którą skomponował wszystkie utwory.
W grudniu 2014 roku był wspólnie z Piotrem Turkiem i Olgą Magdziarz-Eicholzer autorem świątecznej piosenki projektu 21 AllStars "Kocham te Święta", którą zaśpiewały takie gwiazdy jak: Sławek Uniatowski, Dawid Kwiatkowski, Michał Kwiatkowski, Ania Karwan, Marina Łuczenko, Natalia Lesz i Aleksandra Szwed..
W 2017 ukazał się album Bohdana Łazuki pt. Nocny Bohdan – Duety, na który skomponował wszystkie piosenki wspólnie z Piotrem Remiszewskim. Płytę promowały duety Łazuki z Dodą Między nami pokój i tytułowy Nocny Bohdan z Maciejem Maleńczukiem z muzyką Nierubca. .W 2018 skomponował Oratorium „Wschód Zachodu” na sześciu solistów (Justyna Steczkowska, Kasia Cerekwicka, Anna Serafińska, Piotr Cugowski, Grzegorz Wilk, Krzysztof Iwaneczko), chór mieszany i orkiestrę symfoniczną; kompozycja była poświęcona historii Gdańska.
W 2019 z okazji Roku Moniuszkowskiego napisał wspólnie z Michałem Zabłockim utwór „Malowany”, który nawiązywał w refrenie do utworu „Prząśniczka” Stanisława Moniuszki. W 2020 napisał muzykę do piosenki charytatywnej „Jest taki dom” do słów Marka Dutkiewicza, poświęconej mieszkańcom Domu Artysty Weterana w Skolimowie. 9 kwietnia 2020 premierę miał utwór instrumentalny Gromee’ego „Hope (Glory for the Heroes)”, który dedykował służbom medycznym walczącym z COVID-19. 20 listopada 2020 roku Urszula wydała świąteczny album pt. Cud nadziei, na którym znalazły się dwie kompozycje Nierubca: „Pokój ludziom i zwierzętom” oraz „Zagrają dziś dzwony”. W grudniu 2020 wspólnie z Grażyną Orlińską napisał charytatywną „Kolędę bezdomną”, wykonaną przez Krzysztofa Tyńca oraz dedykowaną ludziom bezdomnym i najuboższym dla Fundacji Wspólnota „Chleb Życia” siostry Małgorzaty Chmielewskiej.
W sierpniu 2021 z okazji 100. rocznicy urodzin Krzysztofa Kamila Baczyńskiego ukazał się teledysk do utworu „Cienie nocne”, który skomponował do słuchowiska „Pora gniewu” – niedokończonego dramatu poety w radiowej adaptacji i reżyserii Aleksandry Głogowskiej w Radiu RDC. Słuchowisko zostało wyróżnione Nagrodą MKiDN na Festiwalu Artystycznych Form Radiowych GrandPik 2022 w Toruniu za twórczą adaptację i za muzykę. Miesiąc później skomponowana przez niego piosenka „Chowam się” w wykonaniu Ani Byrcyn zwyciężyła w Konkursie Debiutów 58. Krajowego Festiwalu Piosenki Polskiej w Opolu. 13 października premierę miała piosenka „Włoska miłość” Krzysztofa Krawczyka z jego muzyką do tekstu Jacka Cygana. Utwór został nagrany rok przed śmiercią wokalisty i nawiązuje klimatem do włoskich piosenek z lat 60. 11 listopada TVP1 wyemitowała koncert ku pamięci Krzysztofa Kamila Baczyńskiego z okazji 100. rocznicy urodzin poety z muzyką skomponowaną przez Nierubca. Tego samego dnia w Radiowej Trójce odbyła się transmisja koncertu Grzegorza Wilka pt. „Nie tylko Elegia” z muzyką Nierubca do poezji Baczyńskiego.
Od stycznia 2022 prowadzi w Radiu RDC autorską audycję Porozmawiajmy o piosenkach, do której zaprasza najwybitniejszych twórców polskich piosenek. 16 maja 2022 Kaja Gniecioszek z jego kompozycją „Głowa do góry” do słów Marka Dutkiewicza zakwalifikowała się do Konkursu Debiutów na 59. Krajowy Festiwal Piosenki Polskiej w Opolu. 8 października 2022 Mariusz Wawrzyńczyk z jego kompozycją „Dzień i noc” do tekstu Grażyny Orlińskiej otrzymał nagrodę „Srebrny Kamerton” na 2. Festiwalu Piosenki Polskiej „Kryształowy Kamerton” 2022. Również w październiku Nierubiec był gościem programu Gra Warszawa Jerzego Petersburskiego juniora w TVP3 Warszawa, gdzie opowiadał o swoich piosenkach i karierze muzycznej. 11 listopada 2022 w Kościele św. Trójcy w Gdańsku odbyła się premiera jego Oratorium Pomorskiego „Tak trzeba” do słów Antoniego Andrzeja Szczerskiego; koncert transmitowała TVP3 Gdańsk.
5 grudnia 2022 otrzymał nagrodę Amadeusza za debiut muzyczny w Teatrze Polskiego Radia i został jednym z laureatów Splendorów 2022.
15 kwietnia 2023 w Scenie „Relax” w Warszawie odbyła się premiera spektaklu dla dzieci „Zuzanna żyrafa”, do którego Nierubiec napisał muzykę i piosenki wraz z Witoldem Karolakiem. 12 dni później na Gali Muzyki Poważnej Fryderyki 2023 kontratenor Michał Sławecki z towarzyszeniem Orkiestry Aukso wykonał pieśń „Silently”, którą Nierubiec skomponował do wiersza Jamesa Joyce’a. 24 maja 2023 roku Danuta Błażejczyk na jubileuszowym koncercie z okazji swoich 70. urodzin transmitowanym w Radiu RDC zaśpiewała piosenkę „Zmień się, zmień” z muzyką Nierubca. 1 sierpnia 2023 roku w 79. rocznicę Powstania Warszawskiego w RDC miała miejsce premiera słuchowiska Przygody pana Pinzla Rudego w reżyserii Aleksandry Głogowskiej z utworami Nierubca w wykonaniu Cuore Piano Trio. 28 września miała miejsce premiera teledysku do piosenki Heleny Norowicz „Czas nie istnieje” z jego muzyką do tekstu Jacka Cygana. 23 listopada w Muzeum II Wojny Światowej w Gdańsku odbyła się premiera Oratorium "Skarby Polskie" z jego muzyką do słów Antoniego Andrzeja Czerskiego. Solistami byli Mateusz Ziółko, Filip Lato, Jula (piosenkarka) Grzegorz Wilk, Kasia Dereń, Sandra Bożewicz i Daniel Grzegorek, którym towarzyszyła orkiestra Baltic Youth Collective pod dyrekcją Sylwii Janiak. Koncert był transmitowany na żywo przez TVP3..
Skomponował wszystkie utwory na album studyjny skrzypaczki Patrycji Piekutowskiej pt. On Top of my World, który ukazał się 30 września 2024. Napisał dwie piosenki do polsko-indyjskiego filmu animowanego Quo Vadis (2024), w tym utwór promujący – „Miecz miłości”, zaśpiewany przez Tomasza Szczepanika. Skomponował muzykę do filmu dokumentalnego dla TVP Irena Santor. Magiczny jeden krok (2024) w reżyserii Agnieszki Goli. 1 marca 2025 odbyło się prawykonanie sześciu pieśni, które Nierubiec stworzył do poezji Christophera Marlowe’a w wykonaniu tenora Aleksandra Rewińskiego i pianisty Mischy Kozłowskiego w Wawerskim Centrum Kultury.. W tym samym roku został współproducentem coveru piosenki zespołu Kombi „Słodkiego miłego życia”, którą nagrali Leon Myszkowski i Dawid Karasiński.

## Dyskografia
jako kompozytor:
- Kasia Cerekwicka Mozaika (SONY 2000)
  - Wieczór jaki lubię (muzyka: M. Nierubiec, słowa: J.Cygan)
  - Toniemy (muzyka: M. Nierubiec, słowa: G.Orlińska)
  - Na dzień dobry (muzyka: M. Nierubiec, słowa: G.Orlińska)
  - Wszystko co mam (muzyka: M. Nierubiec, słowa: A.Tuławski)
- Krzysztof Krawczyk...Bo marzę i śnię (BMG 2002) PLATYNOWA PŁYTA, Live (BMG 2003) ZŁOTA PŁYTA, Jestem sobą (READER’S DIGEST/BMG 2004) PLATYNOWA PŁYTA
  - Mijamy (muzyka: M. Nierubiec, słowa: D.Wyszogrodzki) singel
- Maryla Rodowicz Życie ładna rzecz (UNIVERSAL 2002), Maryla Rodowicz – Největší hity (UNIVERSAL CZECHY 2003)
  - Marusia (muzyka: M. Nierubiec, słowa: J.Cygan) singel
- Katarzyna Skrzynecka: Koa (EMI MUSIC POLAND 2005), Moja kolekcja (WARNER 2007)
  - Zacząć jeszcze raz (muzyka: M. Nierubiec, słowa: K.Skrzynecka) singel
  - Imię fiesta (muzyka: M. Nierubiec, słowa: K.Skrzynecka)
  - Share Your Life (muzyka: M. Nierubiec, słowa: K.Skrzynecka) singel
  - W sieci kłamstw (muzyka: M. Nierubiec, słowa: K.Skrzynecka, Liroy) feat. Liroy singel
  - Tu na rozstaju (muzyka: M. Nierubiec, słowa: K.Skrzynecka)
  - Tylko mi się śnisz (muzyka: M. Nierubiec, słowa: K.Skrzynecka)
  - Twarda sztuka (muzyka: M. Nierubiec, słowa: K.Skrzynecka) singel
- Queens Made for Dancing (MAGIC RECORDS 2006)
  - I Fell in Love (muzyka: M. Nierubiec, słowa: M. Nierubiec) singel
- Doda Diamond Bitch (UNIVERSAL 2007) PLATYNOWA PŁYTA
  - Misja (muzyka: M. Nierubiec, słowa: D.Rabczewska)
- Michał Bajor Inna bajka (MTJ 2007) ZŁOTA PŁYTA
  - Tango dell’amore (muzyka: M. Nierubiec, słowa: R.Kołakowski) singel
  - Dla nas walc (muzyka: M. Nierubiec, słowa: A.Ozga)
- Top Trendy 2008 (AGORA 2008)
  - Marzena Korzonek To moja siła (muzyka: M. Nierubiec, słowa: M.Korzonek)
- Jerzy Połomski Czas nas zmienia (Stołeczna Estrada 2007) (muzyka: M. Nierubiec, słowa: J.Cygan) singel
- Jarek Wist – Zawsze wracaj (2007) (muzyka: M. Nierubiec, słowa: E.Lower) singel
- Go Tan Go (WARNER 2008)
  - Michał Bajor Tango dell’amore (muzyka: M. Nierubiec, słowa: R.Kołakowski)
- Irena Jarocka Małe rzeczy (UNIVERSAL 2008)
  - Jeszcze nie raz (muzyka: M. Nierubiec, słowa: E.Warszawska)
- Patroni Europy i Polski. Artyści Janowi Pawłowi II w hołdzie (POLSKIE RADIO 2009)
  - Grzegorz Wilk Hymn do Św. Stanisława Kostki (muzyka: M. Nierubiec, słowa: tradycyjne)
- Michał Rudaś Shuruvath (MY PLACE / EMI 2009)
  - Dajesz mi mnie (muzyka: M. Nierubiec, słowa: B.Schmidt, F.Ruciński) singel
  - Zatrzymaj się (muzyka: M. Nierubiec, słowa: B.Schmidt)
  - Modlitwa (muzyka: M. Nierubiec, słowa: B.Schmidt)
- Andrzej Cierniewski Za tobą iść (UNIVERSAL 2009)
  - My country (muzyka: M. Nierubiec, słowa: M.Sośnicki)
  - Podaruj mi czas (muzyka: M. Nierubiec, słowa: M.Sośnicki)
- Various Artists  Share the moment. Eurovision song contest Oslo 2010 (CMC 2010)
- Marcin Mroziński – Legenda (muzyka: M. Nierubiec, słowa: M.Mroziński) singel
- Borys Początek (MY MUSIC 2010)
  - My love (muzyka: M. Nierubiec, R.Łupicki słowa: B.Czapiewski, M. Nierubiec) singel
  - Why did I (muzyka: M. Nierubiec słowa: B.Czapiewski, M. Nierubiec) singel
  - No more lies (muzyka: M. Nierubiec słowa: B.Czapiewski, M. Nierubiec)
  - Odnalazłem Cię (muzyka: M. Nierubiec słowa: B.Czapiewski, M. Nierubiec)
  - Dance with you (muzyka: M. Nierubiec słowa: M. Nierubiec)
  - Nobody else (muzyka: M. Nierubiec słowa: M. Nierubiec)
  - Znalazłem powód by żyć (muzyka: M. Nierubiec, R.Łupicki słowa: B.Czapiewski, R.Łupicki)
- Iwan Komarenko Tango saute (Vanila Records 2010)
  - Czekam na twój list (muzyka: M. Nierubiec, słowa: I.Komarenko)
- Norbi Kula się kręci (2010) (muzyka: M. Nierubiec, M.Nosowicz słowa: Norbi) singel
- Hybaty Przytul mnie (2010) (muzyka: M. Nierubiec, słowa: K.Mikuła) singel
- Robert M Gold (MY MUSIC 2010, złota płyta)[60]
  - Love (muzyka: M. Nierubiec, słowa: R.Mączyński) singel
- Doda 7 pokus głównych (Universal Music 2011, platynowa płyta)[61]
  - Nieskromnie (muzyka: M.Łapot, M. Nierubiec, Ł.Mackiewicz-Krzos, P.Ziętara słowa: J.Budyń, M. Nierubiec)
- Izabela Trojanowska Życia zawsze mało (Roxy Records & Fonografika 2011)
  - Na chwilę (muzyka: M. Nierubiec, słowa: W.Byrski)
  - Kochaj mnie za wszystko (muzyka: M. Nierubiec, słowa: W.Byrski) singel
- Gromee feat. Jayden Felder Open up your heart (2011)[62] (muzyka: A.Gromala, M. Nierubiec, słowa: A.Gromala,J.Felder) singel
- Doda Kac Wawa (2012)[63] (muzyka: M.Łapot, M. Nierubiec, słowa: Doda, M.Mendel) singel
- Kasia Nova i No Mercy Shake it (muzyka: M. Nierubiec, słowa: K.Nova) (HQT 2012)[64] singel
- Wanda Kwietniewska i Norbi Walczymy dla Was (muzyka: M. Nierubiec, słowa: C.Gurjew) (Music Sport Promotion 2011)[65] singel
- Letni Pamiętniki z wakacji (Fonografika 2012)
  - Zielony PKS (muzyka: M. Nierubiec, słowa: M.Piotrowski, D.Antonkiewicz) singel
- Somaa Milion gwiazd (Polskie Nagrania 2012)
  - Venus girl feat. Nick Sinckler (muzyka i słowa: M. Nierubiec, M.Nosowicz) singel[66]
  - Love came to me feat. Ewelina Babiarz (muzyka i słowa: M. Nierubiec, M.Nosowicz) singel
- Piotr Dymek Dymała To jest miłość (Final Records 2012) (muzyka: M. Nierubiec, słowa: O.Magdziarz) singel
- Ada Szulc i DJ Adamus 1000 miejsc (001 Records 2013)
  - This night (muzyka i słowa: M. Nierubiec, A.Jaworski)[67]
- Aleksander Sikora Budzę się (My Music 2013) (muzyka: M. Nierubiec, słowa: A.Sikora) singel[68]
- D-Bomb Lubię kiedy (Universal Music Polska 2013)
  - Jeżeli to grzech (muzyka i słowa: M. Nierubiec,B.Padyasek) singel
- Patrycja Piekutowska My journey (Universal Music Polska 2013)
  - Mysterious London  (muzyka: M. Nierubiec) singel[69]
- Jarek Wist Jest zapisane (Parlophone 2014)
  - Idę dalej (muzyka: M. Nierubiec, słowa: J.Wist)
- Grzegorz Wilk Wolf flow (Sonic Distribution 2014)
  - Kilka prostych słów (muzyka: M. Nierubiec, słowa: G.Wilk) singel
- Co-Opera Co-Opera (Mystic 2014)
  - Trudne tango (muzyka: M. Nierubiec, słowa: M.Zabłocki) singel[70]
  - Byłeś przejazdem (muzyka: M. Nierubiec, słowa: M.Zabłocki) singel
- Gorzki & Friends feat. Jula, Bohdan Łazuka, Gorzki, Beata Tadla, Jerzy Połomski, Andrzej Dąbrowski, Gosia Kosik, Michał Milowicz, Asia Ash, Mateusz Grędziński, Alicja Węgorzewska, Michał Rudaś, Aleksander Sikora Pomaganie jest trendy IV (2014) (muzyka: M. Nierubiec, słowa: K.Gorzkiewicz) singel[71]
- 21 Allstars feat. Dawid Kwiatkowski, Marina Łuczenko, Aleksandra Szwed, Sławek Uniatowski, Anna Karwan, Mateusz Krautwurst, Michał Kwiatkowski, Georgina Tarasiuk, Natalia Lesz Kocham te Święta (2014) (muzyka: P.Turek, M. Nierubiec słowa: P.Turek, O.Magdziarz) singel[72]
- Jacek Wójcicki Zaklinam czas (Mystic 2015)
  - Pioseneczka z Krakóweczka feat. Zbigniew Wodecki (muzyka: M. Nierubiec, słowa: M.Zabłocki) singel[73]
  - Adonis (muzyka: M. Nierubiec, słowa: M.Zabłocki)
  - Naj, naj, naj (muzyka: M. Nierubiec, słowa: M.Zabłocki)
- Loka Na przekór (My Music 2015) (muzyka: M. Nierubiec, K.Mikuła, słowa: G.Porowski) singel
- Dj Miki Dj Miki gra (Warner 2016)[74]
  - Dubi dubi dam (muzyka: M. Nierubiec, słowa: M.Kosik) singel
  - Bum bum bum (muzyka: M. Nierubiec, słowa: M.Kosik) singel
- Michał Wiśniewski Nierdzewny (Warner 2016)
  - Tango Syzyfa (muzyka: M. Nierubiec, słowa: A.Wawrzyniak)
- Bohdan Łazuka Nocny Bohdan – Duety (Anaconda Records 2017)
  - Bohdan Łazuka i Doda Między nami pokój(muzyka: M. Nierubiec, sł.M.Zabłocki) singel[75]
  - Bohdan Łazuka i Maciej Maleńczuk Nocny Bohdan (muzyka: M. Nierubiec, słowa: M.Zabłocki, M.Maleńczuk) singel
  - Bohdan Łazuka i Mika Urbaniak Może w Warszawie (muzyka i słowa: M. Nierubiec, P.Remiszewski) singel
  - Bohdan Łazuka i Marek Piekarczyk Ławeczka pokoju (muzyka i słowa: M. Nierubiec, M.Piekarczyk) singel
  - Bohdan Łazuka i Red Lips Czy to ten dzień (muzyka i słowa: M. Nierubiec, P.Remiszewski, B.Chrabota) singel
  - Bohdan Łazuka i Natalia Niemen Bądź moją muzą (muzyka i słowa: M. Nierubiec, P.Remiszewski)
  - Bohdan Łazuka i Eugeniusz Bodo Zakochaj się (muzyka i słowa: M. Nierubiec, P.Remiszewski, K.Tom)
  - Bohdan Łazuka, Daniel Olbrychski i Justyna Reczeniedi O swej pannie (muzyka: M. Nierubiec, P.Remiszewski słowa: J.A.Morsztyn)
- Marcel Sabat Zapomniany (2018) (muzyka: M. Nierubiec, słowa: M.Sabat) singel[76]
- Ola Wielgomas Na wzgórzach niepokoju (2018) (muzyka: M. Nierubiec, słowa: O.Wielgomas) singel
- Mariusz Wawrzyńczyk Zawsze pod wiatr (Soul Records 2018)
  - Zawsze pod wiatr (muzyka: M. Nierubiec, słowa: M.Wawrzyńczyk)[77] singel
- Aga Dyk Odlot na Dominikanę (AudioCave 2018)
  - Nie zawsze pada tam gdzie chcesz (muzyka: M. Nierubiec, słowa: M.Zabłocki)[78]
- Ola Wielgomas Zastyga (Kayax 2019) (muzyka: M. Nierubiec, słowa: O.Wielgomas) singel[79]
- Edward Hulewicz Salsa corazon (2019) (muzyka: M. Nierubiec, słowa: G.Orlińska) singel[10]
- Co-Opera feat. Natalia Niemen Malowany (2019) (muzyka: M. Nierubiec, słowa: M.Zabłocki) singel[31]
- Gromee Hope (Glory for the heroes) (2020) (muzyka: M. Nierubiec, A.Gromala) singel[34]
- Urszula Cud nadziei (Magic Records 2020)
  - Pokój ludziom I zwierzętom (muzyka: M. Nierubiec, słowa: G.Orlińska)
  - Zagrają dziś dzwony (muzyka: M. Nierubiec, słowa: G.Orlińska)[1]
- Jacek Borkowski Nikt Cię nie kochał tak jak ja (2020) (muzyka: M. Nierubiec, słowa: G.Orlińska) singel
- Zenon Martyniuk Nie wolno zabić tej miłości (2020) (muzyka: M. Nierubiec, Z.Martyniuk słowa: M. Dutkiewicz) singel
- Artyści dla Skolimowa feat. Wiktor Zborowski, Daniel Olbrychski, Piotr Machalica, Małgorzata Kożuchowska, Paweł Królikowski, Małgorzata Ostrowska-Królikowska, Olga Bończyk, Joanna Kurowska, Krystyna Tkacz, Joanna Dark, Marcel Sabat, Elżbieta Panas I Mariusz Wawrzyńczyk Jest taki dom (Fundacja Skolimów 2020) (muzyka: M. Nierubiec, słowa: M. Dutkiewicz) singel[80]
- Krzysztof Tyniec Kolęda bezdomna (Fundacja Chleb Życia Siostry Małgorzaty Chmielewskiej 2020) (muzyka: M. Nierubiec, słowa: G.Orlińska) singel[81]
- Gromee Cracow in the Crown (2021) (muzyka: M. Nierubiec, A.Gromala) singel[82]
- Danuta Stenka i Piotr Fronczewski Cienie nocne (Radio dla Ciebie 2021) (muzyka: M. Nierubiec, słowa: K.K.Baczyński) singel[83]
- Ania Byrcyn  Chowam się (2021) (muzyka: M. Nierubiec, słowa: A.Byrcyn, J.Karpiel) singel[84]
- Grzegorz Wilk Baczyński (Stowarzyszenie Gospel 2021)[85]
  - Elegia o chłopcu polskim (muzyka: M. Nierubiec, słowa: K.K.Baczyński) singel
  - Co się zdarzy przy drodze (muzyka: M. Nierubiec, słowa: K.K.Baczyński) singel
  - Nie zapomnisz skał (muzyka: M. Nierubiec, słowa: K.K.Baczyński) singel
  - Otwarcie (muzyka: M. Nierubiec, słowa: K.K.Baczyński)
  - Może przeminą gody ludzkie (muzyka: M. Nierubiec, słowa: K.K.Baczyński)
  - Pocałunek (muzyka: M. Nierubiec, słowa: K.K.Baczyński)
  - Z wiatrem (muzyka: M. Nierubiec, słowa: K.K.Baczyński)
  - Modlitwa do Bogarodzicy (muzyka: M. Nierubiec, słowa: K.K.Baczyński)
  - Pod muzyką (muzyka: M. Nierubiec, słowa: K.K.Baczyński)
  - Tam jest zawsze jesień (muzyka: M. Nierubiec, słowa: K.K.Baczyński)
  - Żyjemy na dnie ciała (muzyka: M. Nierubiec, słowa: K.K.Baczyński)
  - Tam się wiedzie miłość (muzyka: M. Nierubiec, słowa: K.K.Baczyński)
  - Śpiew końcowy (muzyka: M. Nierubiec, słowa: K.K.Baczyński)
- Izabela Trojanowska Nie ma miejsca dla miłości (2021) (muzyka: M. Nierubiec, M. Kwiecień, słowa: M. Dutkiewicz, I. Trojanowska) singel
- Krzysztof Krawczyk Włoska miłość (2021) (muzyka: M. Nierubiec, słowa: J.Cygan) singel[86]
- Zenon Martyniuk Classy, classy girl (2022) (muzyka: M. Nierubiec, Z.Martyniuk słowa: Z.Martyniuk) singel[87]
- Andrzej Rybiński Uśmiechnij się (2022) (muzyka: M. Nierubiec, słowa: M.Ślużyński) singel[88]
- Kaja Gniecioszek Głowa do góry (2022) (muzyka: M. Nierubiec, słowa: M.Dutkiewicz) singel[43]
- Michał Sławecki Silently (2022) (muzyka: M. Nierubiec, słowa: J.Joyce) singel[89]
- Dagmara Bryzek Wiosenny deszcz (2022) (muzyka: M.Nierubiec, słowa: M.Gromada) singel[90]
- Mariusz Wawrzyńczyk Dzień i noc (2022) (muzyka: M.Nierubiec, słowa: G.Orlińska) singel[91]
- Danuta Błażejczyk Zmień się zmień (2023) (muzyka: M.Nierubiec, słowa: D.Błażejczyk) singel
- Dagmara Bryzek W tańcu (2023) (muzyka: M.Nierubiec, M.Świderski słowa: M.Gromada) singel
- Weekend Tak bardzo chcę być z Tobą (2023) (muzyka i słowa: M.Nierubiec, R.Liszewski) singel[92]
- Helena Norowicz Czas nie istnieje (2023) (muzyka: M.Nierubiec, słowa: Jacek Cygan) singel[93]
- Anna Jurksztowicz feat. Chris Schittulli Varsovie (2023) (muzyka: M.Nierubiec, słowa: Jacek Cygan, Chris Schittulli)

singel
- Krzysztof Prusik Moja modlitwa  (2024) (muzyka: M.Nierubiec, słowa: M.Dutkiewicz) singel
- Tomasz Szczepanik Miecz miłości (2024) (muzyka: M.Nierubiec, słowa: K.Gorzkiewicz, J.Chałat) singel[95]
- Afu-Ra The sword of love (2024) (muzyka: M.Nierubiec, słowa: Afu-Ra, J.Chałat) singel
- Karolina Lizer Zwolnij (2024) (muzyka: M.Nierubiec, M.Świderski, K.Lizer słowa: J.Cygan) singel
- Krzysztof Prusik Być sobą (Agencja Muzyczna Polskiego Radia 2025) (muzyka: M.Nierubiec, słowa: K.Buszman) singel

- Jucy To mój raj a obok moje buty (2025) (muzyka: Jucy, M.Nierubiec, słowa: Jucy) singel